# Kina (plant)
Kina of quina (Cinchona) is een geslacht van ongeveer 38 soorten planten uit de sterbladigenfamilie (Rubiaceae), uit het tropische Andesbos in westelijk Zuid-Amerika. Het zijn planten met een medicinale toepassing, bekend als bron voor de organische stof kinine en andere grondstoffen.
De soorten komen van oorsprong voor in Midden-Amerika (Costa Rica, Panama) en Zuid-Amerika (Bolivia, Colombia, Ecuador, Peru, Venezuela). Ze gedijen in de bergachtige gebieden. Sommige soorten en hybriden worden in tropische gebieden gekweekt voor de wereldwijde productie van kinine.

## Uiterlijk en bladeren
Cinchona-soorten groeien zelden als struiken, meestal als bomen. De schors is meestal nogal bitter.
In de afgeplatte zijtoppen zijn de bladeren rechtopstaand en op elkaar geperst. De kort aan de tak zittende steunblaadjes zijn tongvormig tot omgekeerd eirond (met de brede kant aan het uiteinde).

Bloeiwijze van Cinchona pubescens met de kenmerkende aan de rand behaarde kroonblaadjes

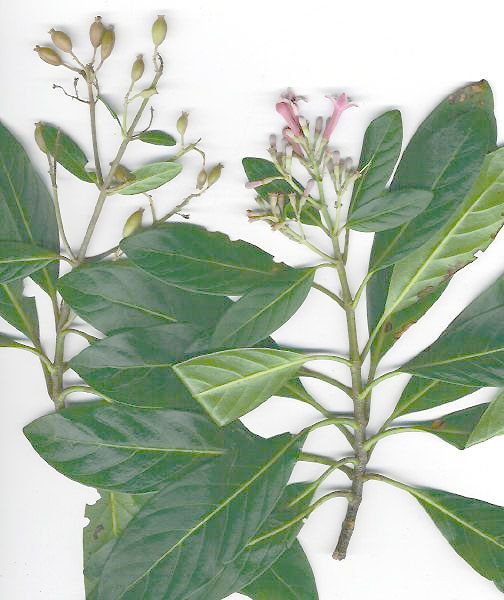
Een bebladerde twijg met vruchten en een bloeiende Cinchona calisaya

De geurende bloemen zijn tweeslachtig en hebben een actinomorf (radiaal symmetrisch), vijftallig dubbel bloemdek. De vijf kelkbladen zijn versmolten. De vijf gele, roze, paars naar rood of soms witte bloemblaadjes zijn versmolten tot steeltjes- of trechtervormig. De kroonholte is van binnen kaal of pluizig behaard en de bloemkroonbuis steekt vaak naar buiten. Er is een cirkel met vijf vruchtbare meeldraden aanwezig; ze steken niet of nauwelijks uit de bloemkroonbuis. De korte meeldraden zijn kaal.

## Oorsprong van de naam
De naam komt waarschijnlijk van het Quechua-woord "kina kina-", "schors der schorsen".
De botanische naam Cinchona gaat terug op een zogenaamd succesvolle genezing van de gravin van Cinchon, de vrouw van de Spaanse onderkoning van Peru, die in 1639 aan malaria leed. Zij werd genezen door een middel dat haar door een jezuïet werd gegeven en waarin een kinaboomextract was verwerkt. Voor Carl Linnaeus was dit succesverhaal een aanleiding om dit geslacht de botanische naam van Cinchona te geven. In 1930 bleek overigens uit de dagboeken van de gravin niet dat zij ooit aan malaria had geleden. Mogelijk heeft dit succesverhaal geholpen bij de marketing van dit middel.
De Spaanse triviale namen zijn cascarilla, costrona, crespilla, hoja de capuli, hoja de lucma en quina.

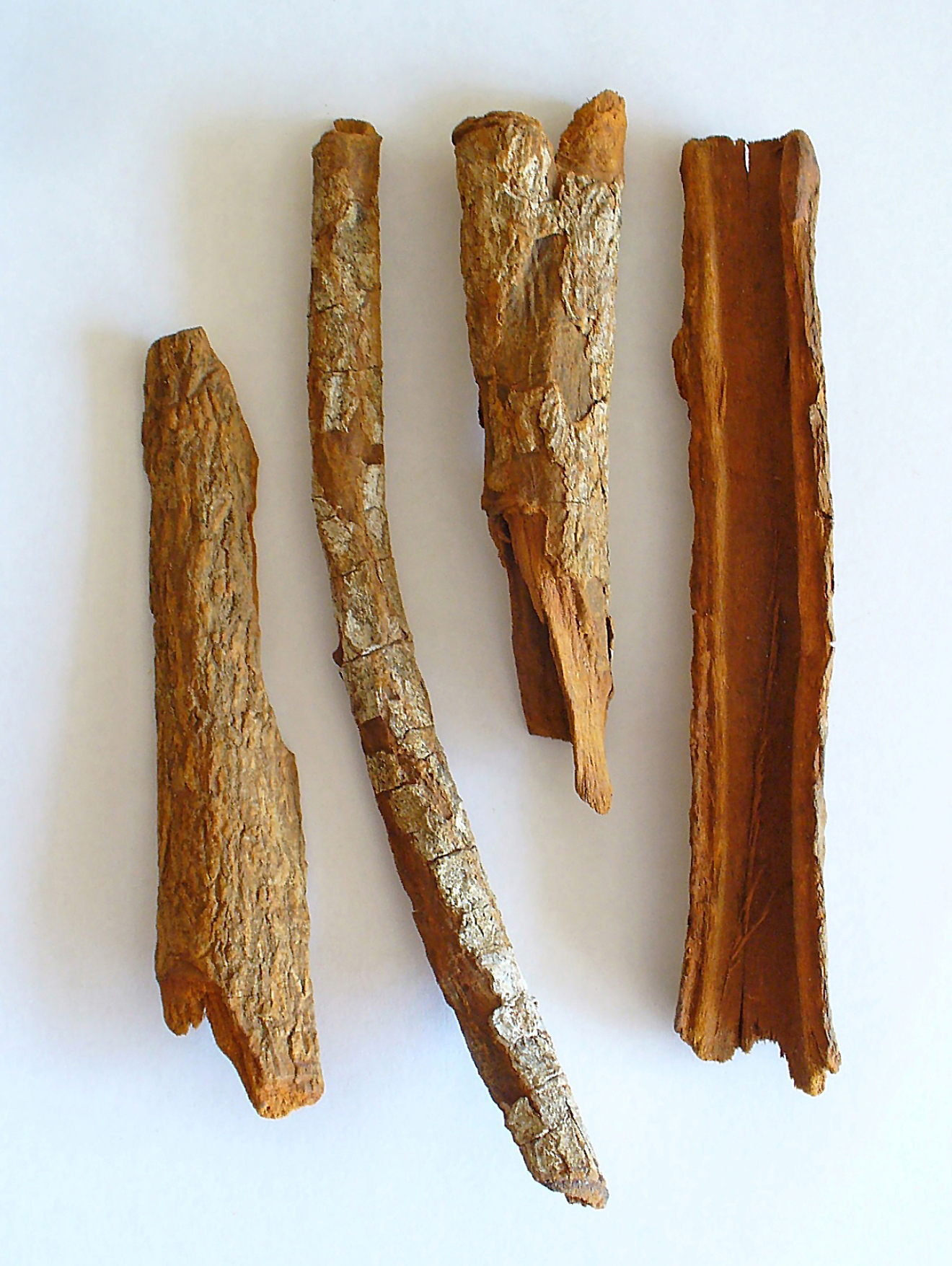
Kinaschors van Cinchona officinalis

Wapen van Peru

De kinaboom staat afgebeeld op het wapen van Peru. De daar als quina bekende boom, ook uit de Quechuataal overgenomen, staat in één vakje in de rechterbovenhoek van het wapen om de natuur en plantenwereld van Peru te symboliseren.

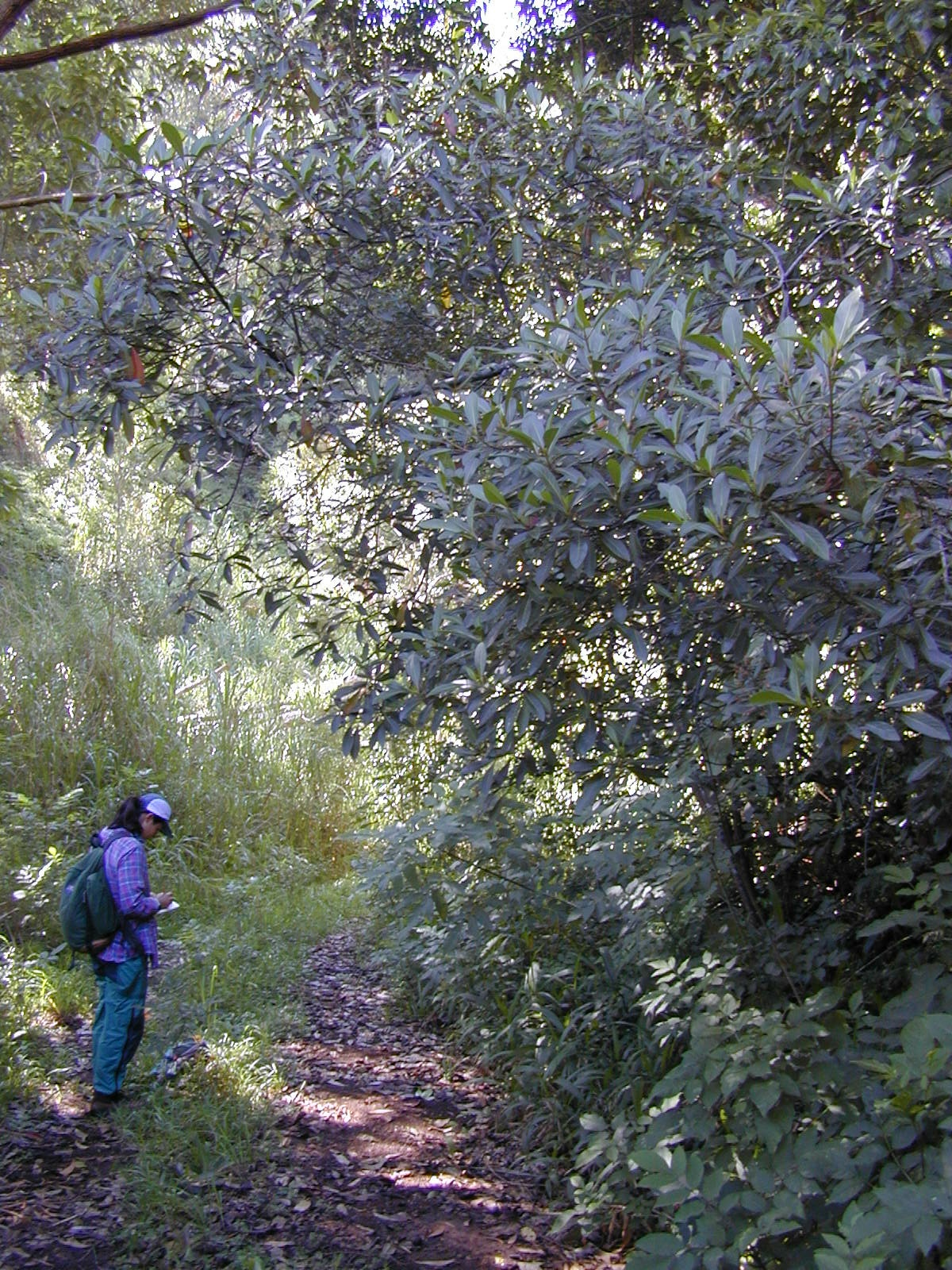
Cinchona calisaya

## Schors van sommige soorten
Uit kinabast (ook Cinchonae cortex of koortsschors genoemd) kunnen bitter smakende verbindingen worden geproduceerd.
Alexander von Humboldt noemt in 1808 in zijn Ansichten der Natur naast quina als een beschrijving van kinabast ook Cascarilla fina de Loxa als een bijzondere kwaliteit van de uit de stad komende bastsoorten die door hem Cinchona condaminea worden genoemd.

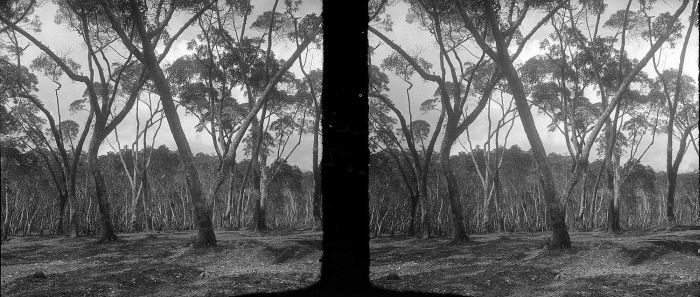
Oudste kinabomen (Chinchona ledgeriana) op Java Tjinjiroean

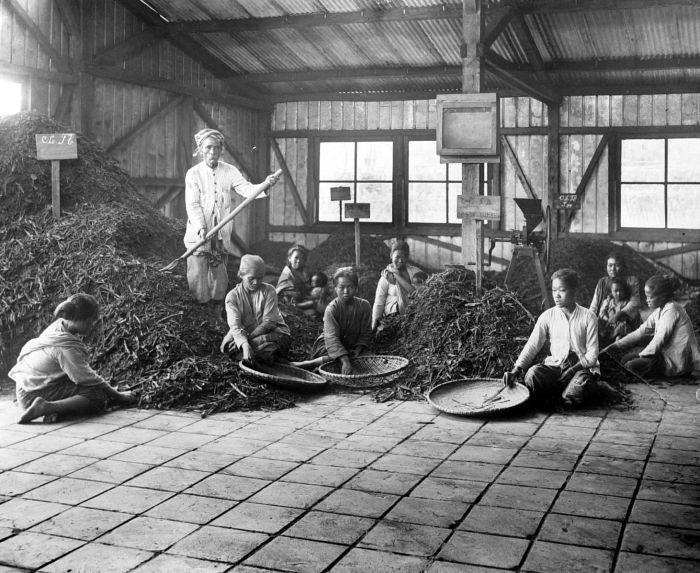
Arbeiders sorteren wortelbast voor kinaonderneming Tjinjiroean West-Java

Chemische structuur van kinine

De kinaboom is inheems in de bergachtige regio's van het noorden van Zuid-Amerika en wordt vooral geteeld in India en in het Congobekken. De schors van de gele kinaboom (Cinchona officinalis) werd vroeger gebruikt als medicijn tegen malaria, en opgenomen in middelen tegen koorts. Het medicijn werd in 1820 voor het eerst geïsoleerd door de Franse apothekers Pierre Joseph Pelletier en Joseph Caventou. Naast industrieel gewonnen kinine wordt ook kinidine en cinchonidine uit de kinabast gewonnen. Niet alle soorten kina (Cinchona) bevatten evenveel van de werkzame stof. Nederland probeerde op Java Cinchona calisaya te laten groeien, terwijl de Britten in India probeerden om Cinchona succiruba te cultiveren. In beide soorten bleek de concentratie van het werkzame bestanddeel te laag om de winning economisch rendabel te maken. De bast van Cinchona ledgeriana bevat evenwel gemiddeld 13 procent kinine. Na het mislukte experiment met de Cinchona calisaya werd deze soort door de Nederlanders op Javaanse plantages geteeld.
De gewonnen kinine uit de bast was tot na de Tweede Wereldoorlog van groot economisch en medisch belang. Het Nederlandse Kinabureau bevorderde de belangen van de Nederlands-Indische plantages en Nederlandse fabrikanten, die effectief een wereldwijd monopolie op de productie van kinabast en kinine hadden. Tijdens de Tweede Wereldoorlog werden veel van de Indische kinaboomplantages verwoest. Het Japanse leger verwoestte bijvoorbeeld 20.000 hectare kinaplantages op Java, waardoor het zoeken naar synthetische vervangers werd versterkt. Chloroquine en primaquine waren de eerste synthetisch geproduceerde geneesmiddelen tegen malaria, die het natuurlijk geproduceerd kinine sinds de Tweede Wereldoorlog hebben vervangen.
Van rode kina (Cinchona pubescens) kan een geneesmiddel tegen indigestie en een opgeblazen gevoel worden verkregen. Bovendien heeft de winbare rode kleurstof hetzelfde effect als de natuurlijke kleurstof henna.

## Systematiek
De geslachtsnaam Cinchona werd in 1753 gegeven door Carl Linnaeus in zijn Species plantarum, 1 , p 172.
Het geslacht Cinchona is het typegeslacht van de geslachtengroep Cinchoneae, en van de onderfamilie Cinchonoideae binnen de sterbladigenfamilie (Rubiaceae).

### Medicinaal toegepaste soorten
- Cinchona calisaya Wedd. (1848)
- Cinchona ledgeriana (Howard) Bern.Moens ex Trimen (1881)
- Cinchona officinalis L. (1753) - quininebast
- Cinchona pubescens Vahl (1790) - quinineboom
- Cinchona succirubra Pav. ex Klotzsch (1858)

- Cinchona ×robusta is de naam voor de vele hybriden C. succirubra × officinalis

### Enkele andere soorten
| - Cinchona antioquiae L.Andersson (1998) - Colombia - Cinchona asperifolia Wedd. (1848) - Peru, Bolivia - Cinchona barbacoensis H.Karst. (1860) - Colombia, Ecuador - Cinchona ×boliviana Wedd. (1848) - Peru, Bolivia - Cinchona capuli L.Andersson (1994) - Ecuador - Cinchona fruticosa L.Andersson (1998) - Peru - Cinchona glandulifera Ruiz & Pav. (1802) - Peru - Cinchona hirsuta Ruiz & Pav. (1799) - Peru - Cinchona krauseana L.Andersson (1998) - Peru - Cinchona lancifolia Mutis (1793)- Venezuela, Colombia, Ecuador - Cinchona lucumifolia Pav. ex Lindl. (1838) - Ecuador - Cinchona macrocalyx Pav. ex DC. (1829) - Ecuador, Peru - Cinchona micrantha Ruiz & Pav. (1799) - Peru - Cinchona mutisii Lamb. (1821) - Ecuador - Cinchona nitida Ruiz & Pav. (1799) - Peru - Cinchona parabolica Pav. in J.E.Howard (1859) - Ecuador, Peru - Cinchona pitayensis (Wedd.) Wedd. (1849) - Colombia, Ecuador - Cinchona pyrifolia L.Andersson (1998) - Peru - Cinchona rugosa Pav. in J.E.Howard (1859) - Ecuador - Cinchona scrobiculata Humb. & Bonpl. (1808) - Peru - Cinchona villosa Pav. ex Lindl. (1838) - Ecuador, Peru |

... · 
Afrocanthium · 
Asperula (Bedstro) · 
Atractocarpus · 
Belonophora · 
Bouvardia · 
Breonadia · 
Byrsophyllum · 
Callipeltis · 
Cephalanthus (Kogelbloem) · 
Chassalia · 
Cinchona · 
Coffea (Koffie) · 
Coprosma · 
Cruciata · 
Deppea · 
Galium (Walstro) · 
Gardenia · 
Genipa · 
Morinda · 
Nertera · 
Pentas · 
Plocama · 
Portlandia · 
Psydrax · 
Richardia · 
Rothmannia · 
Rubia · 
Rutidea · 
Rytigynia · 
Sabicea · 
Sarcocephalus · 
Sericanthe · 
Sherardia · 
Spermacoce · 
Tarenna · 
Tricalysia · 
Uncaria · 
Vangueria · 
Virectaria ·  
Wendlandia · 
...